# Zombilation – The Greatest Cuts
Zombilation – The Greatest Cuts este un album înregistrat de formația filandeză de rock Lordi.

## Track list
1. Hard Rock Hallelujah
2. Bite It Like a Bulldog
3. Who's Your Daddy?
4. Devil is a Loser
5. Blood Red Sandman
6. Get Heavy
7. They Only Come Out At Night
8. My Heaven Is Your Hell
9. Beast Loose In Paradise
10. Deadache
11. Would You Love A Monsterman?
12. Bringing Back The Balls To Rock
13. Forsaken Fashion Dolls
14. Supermonstars (The Anthem Of The Phantoms)
15. The Children Of The Night
16. Rock The Hell Outta You
17. Pet The Destroyer
18. Monster Monster
19. It Snows In Hell